# 호흡재활
호흡재활(respiratory rehabilitation), 또는 폐재활(pulmonary rehabilitation)은 의학적 표준 치료에도 불구하고 증상이 지속되거나 기능이 계속 저하되는 만성 호흡기 질환 환자의 관리와 건강 유지에 중요한, 광범위한 치료 개념이다. 미국흉부학회(American Thoracic Society)와 유럽호흡기학회(European Respiratory Society)는 증상이 있고 일상생활 활동이 자주 감소하는 만성 호흡기 질환 환자를 위한 근거 기반의 종합적이고 포괄적인 중재로 정의한다. 일반적으로 호흡재활은 호흡기 질환 환자와 그 가족에게 시행되는 일련의 서비스를 의미하며 환자의 삶의 질을 향상시키기 위해 시도한다. 환자의 필요에 따라 다양한 환경에서 수행될 수 있으며 약리학적 개입은 포함되기도 하며, 그렇지 않을 수도 있다.
NICE의 만성 폐쇄성 폐질환 임상지침에는 “COPD(보통 MRC[Medical Research Council] 3등급 이상)에 의해 기능적으로 장애가 있다고 생각하는 모든 환자에게 폐재활치료를 제공해야 한다”고 명시되어 있다. 특발성 폐섬유증이나 간질성 폐질환 환자의 증상을 개선시키는 데에도 시행할 수 있다. 이외에도 천식, 기관지확장증, 낭포성 섬유증, 모세기관지염, 폐암, 폐고혈압, 폐 수술 이후 환자 등 다양한 환자가 대상이 될 수 있다.

## 목표
- 증상을 줄이기 위해
- 폐 상태에 대한 지식 향상, 자기 관리
- 말초 부위 근육과 호흡근의 근력과 근지구력을 증가시키기 위해
- 운동 내성을 증가
- 입원 기간을 줄이기 위해
- 일상 생활에서 더 나은 기능을 돕도록
- 불안과 우울증 관리 보조

## 이득
- 호흡재활 치료 후 1년 동안 입원 일수가 감소했다.[7]
- 운동을 하지 않은 환자에 비해 매일 운동을 한 환자에서 악화 횟수가 감소했다.[8]
- 호흡재활 후 상태 악화가 감소했다.[9]

## 해결 가능한 상태
- 환기 제한[10]
  - 사강 증가
  - 기체 교환 손상
  - 말초 근육 기능 장애로 인한 환기 요구량 증가
- 기체 교환 제한[10]
  - 기능적 흡기근 근력 저하
  - 손상된 흡기근의 근지구력
- 심장 기능 장애[10]
  - 증가된 말초 혈관 저항으로 인한 우심실 후부하 증가.
- 골격근 기능 장애[11]
  - 중등도~중증 COPD에서 넙다리네갈래근 근력이 평균 20-30% 감소
  - 연령이 일치하는 정상인과 비교하여 제1형 근섬유의 비율 감소, 제2형 근섬유 비율의 증가
  - 모세혈관:근섬유 비율과 최대 산소 소비량 감소
  - 정상 피험자에 비해 낮은 작업률에서 산화 효소 감소, 혈중 젖산 수치 증가
  - 장기간의 영양 부족으로 근력과 지구력 감소.
- 호흡근 기능 장애[11]

## 배경
호흡재활은 일반적으로 환자의 요구를 충족시키기 위한 목적으로 개별 환자에게 맞춤으로 제공되는 광범위한 프로그램이다. 주로 만성 폐쇄성 폐질환(COPD), 유육종증, 특발성 폐섬유증(IPF), 낭포성 섬유증과 같은 폐 질환이 있는 환자에게 도움이 될 수 있다. 이 과정은 주로 환자의 재활에 중점을 두고 있지만 가족도 참여한다. 절차는 일반적으로 면허가 있는 의사가 환자의 건강 검진을 수행할 때까지 시작되지 않는다.
호흡재활의 장소는 환자에 따라 다르다. 입원 치료, 외래 진료, 의사의 진료실, 환자의 집 등에서 가능하다.
호흡재활에 대해 보편적으로 인정되는 코드(procedure code)는 없지만 서비스 제공자는 대개 일반적인 치료에 대한 코드를 사용한다.
폐 재활의 목표는 환자와 그 가족의 삶의 질을 향상시키는 것이다. 따라서 프로그램은 일반적으로 환자 회복의 여러 측면에 초점을 맞추고 약물 관리, 운동 훈련, 호흡 재훈련, 환자의 폐 질환과 그 관리 방법에 대한 교육, 영양 상담, 정서적 지원 등을 모두 포함할 수 있다.

### 약물 개입
항염증제(흡입 스테로이드), 기관지확장제, 지속성 기관지확장제, 베타-2 작용제, 항콜린제, 경구 스테로이드, 항생제, 점액활성제, 산소 치료, 예방적 건강 관리(예방접종 등)와 같은 다양한 약물 치료가 호흡재활에 이용될 수 있다.

### 운동
운동은 호흡재활 프로그램의 초석이다. 운동 훈련이 폐 기능을 직접적으로 향상시키지는 않지만, 신체 상태를 개선할 수 있는 운동에 대한 여러 생리적 적응을 유발한다. 고려해야 할 세 가지 운동의 기본 유형이 있다. 유산소 운동은 심박수와 혈압을 감소시켜 신체의 산소 사용 능력을 향상시키는 경향이 있습니다. 강화(strengthening) 또는 저항(resistance) 운동은 호흡근의 힘을 키우는 데 도움이 될 수 있다. 요가와 필라테스와 같은 스트레칭과 유연성 운동은 호흡 조화(coordination)를 향상시킬 수 있다. 운동은 숨을 가쁘게 할 수 있으므로 의료 전문가(호흡 치료사, 물리 치료사, 운동 생리학자 등)의 감독 하에 점진적으로 운동 수준을 높이는 것이 중요하다. 추가로 오므린 입술 호흡을 사용하여 환자 신체의 산소 농도를 높일 수 있다.

## 지침
다양한 곳에서 호흡재활 관련 임상 진료 지침을 발행했다.
- ACCP(American College of Chest Physicians)와 American Association of Cardiovascular and Pulmonary Rehabilitation은 1997년에 근거 기반 지침을 제공하고 업데이트했다.[12]
- British Thoracic Society Standards of Care(BTS)의 폐재활 소위원회(Subcommittee on Pulmonary Rehabilitation)는 2001년 지침을 발표했다.[13]
- Canadian Thoracic Society(CTS)의 2010년 지침: Optimizing pulmonary rehabilitation in chronic obstructive pulmonary disease(만성 폐쇄성 폐질환에서 호흡재활 최적화)[14]
- NICE(National Institute for Health and Care Excellence) 지침[15][16]

## 금기
호흡재활을 배제하는 기준은 다음과 같다.
- 불안정한 심혈관 질환[4]
- 정형외과 금기
- 신경학적 금기
- 불안정한 폐질환[17]

## 결과
호흡재활로 인한 결과의 임상적 개선은 다음을 통해 측정할 수 있다.
- 운동 시간을 측정하는 운동 검사
- 6분 보행 검사를 이용한 보행 검사
- 보그 척도를 사용한 운동 및 전반적인 호흡곤란 수준 측정
- CAT 점수를 사용하여 호흡기 관련 기능 상태가 개선되는 것을 보인다.[18]